# نسئو
شهر نسئو (به رومانیایی: Năsăud) در شهرستان بیستریتسه-نسئو در کشور رومانی واقع شده‌است. جمعیت این شهر ۱۱٬۳۶۵ نفر  است.

## نگارخانه

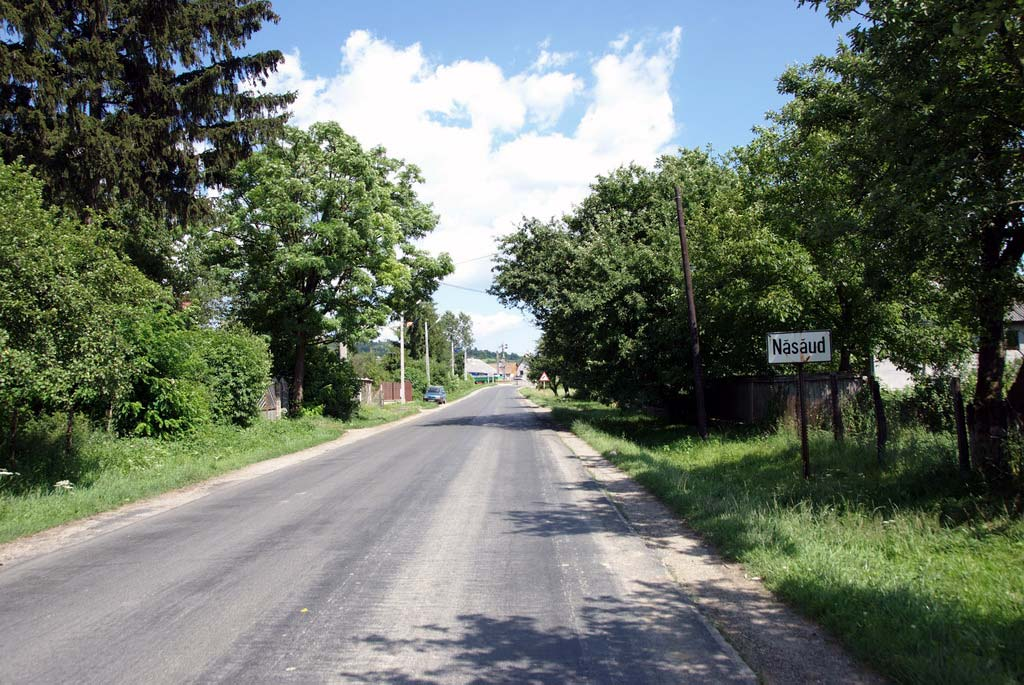
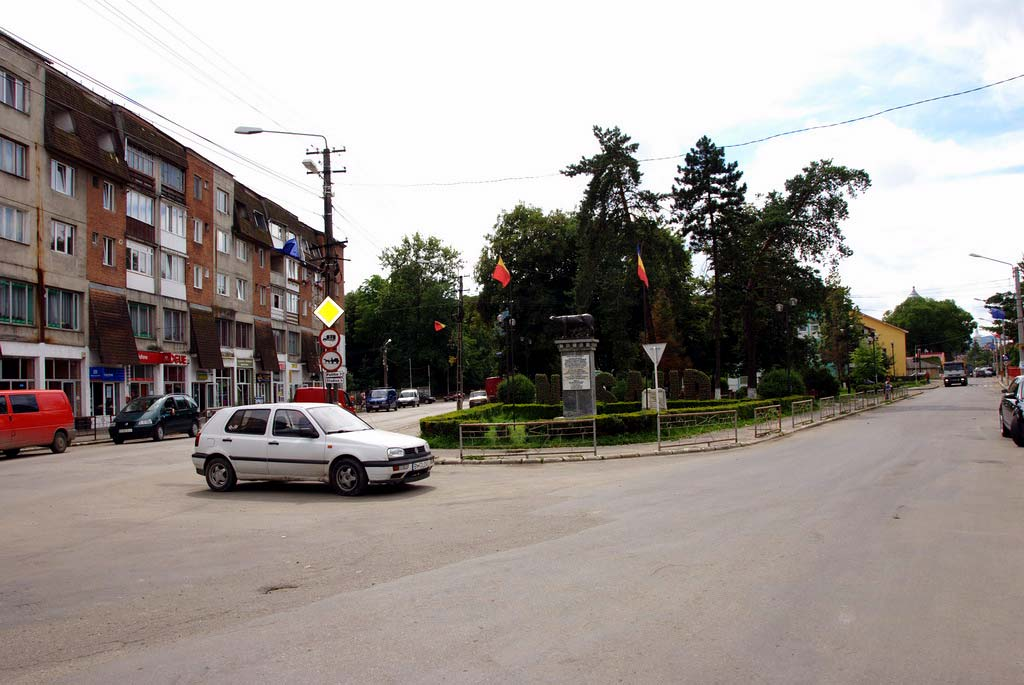
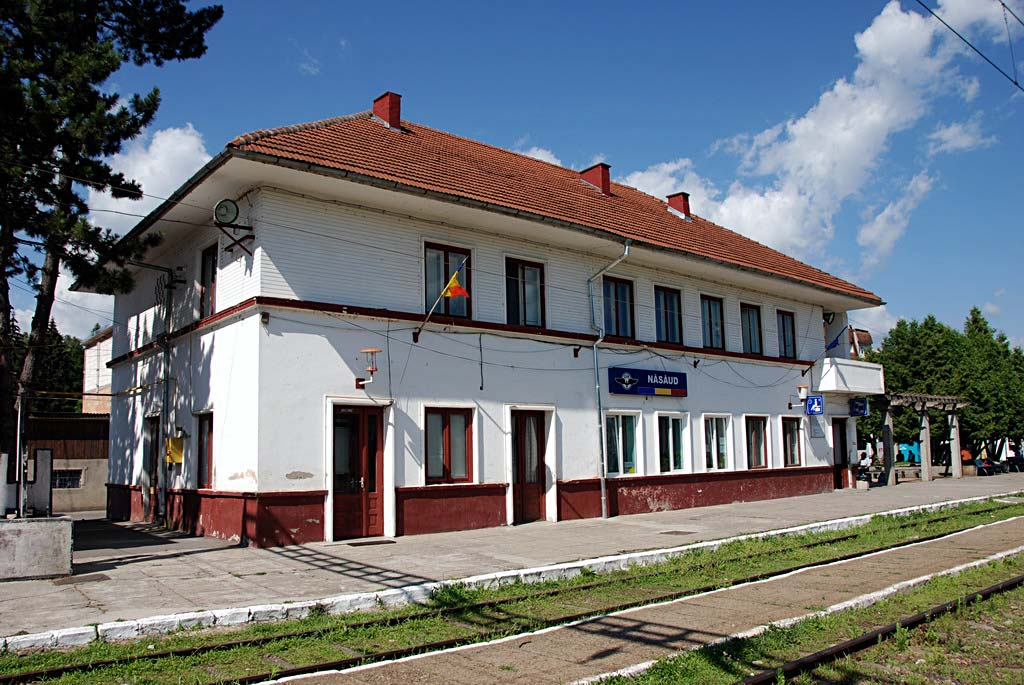
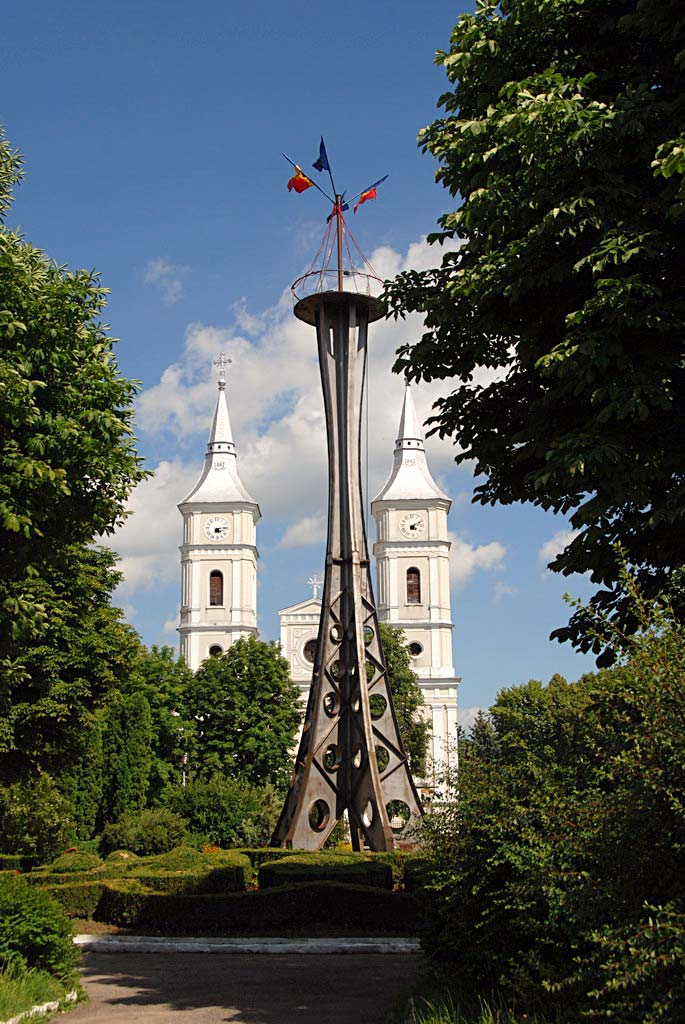
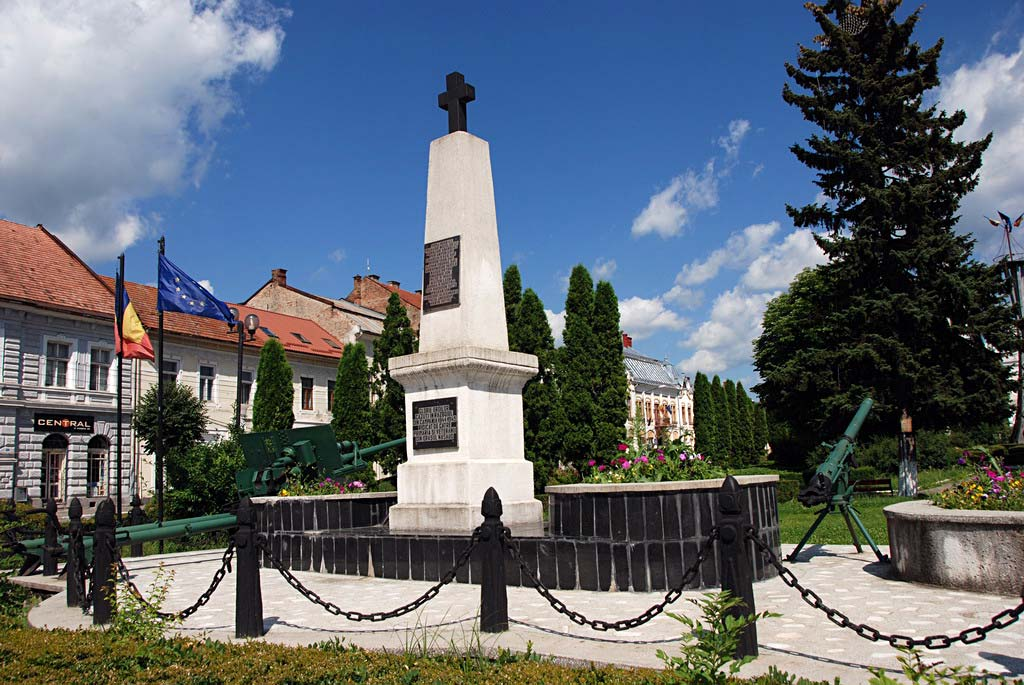
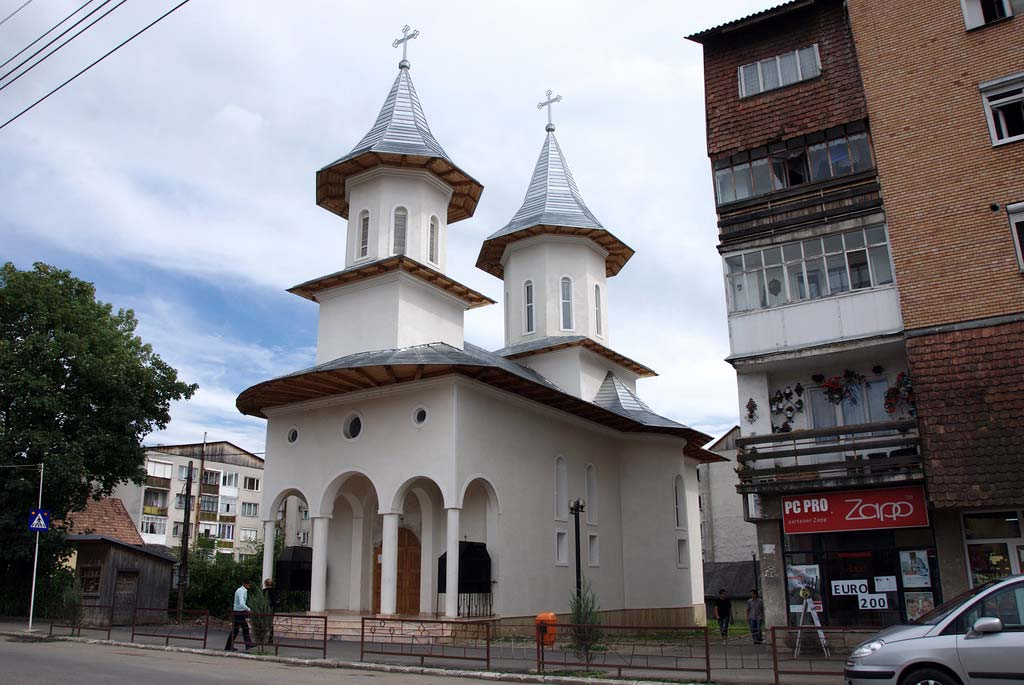